# 龍光寺 (郡山市)
龍光寺（りゅうこうじ）は、福島県郡山市中田町赤沼に所在する天台宗の寺院。正式には寳玉山 地蔵院 龍光寺。

## 概要
1722年（享保7年）創建。境内にある樹齢250年のシダレザクラをはじめ、ソメイヨシノなど数多くの桜が見られる桜の名所として知られる。

## 歴史
- 1722年（享保7年）、亮覺和尚により創建
- 1924年（大正13年）4月6日、火災で本堂や庫裡が全焼
- 1934年（昭和9年）12月9日、本堂を再建

## 境内
- 本堂

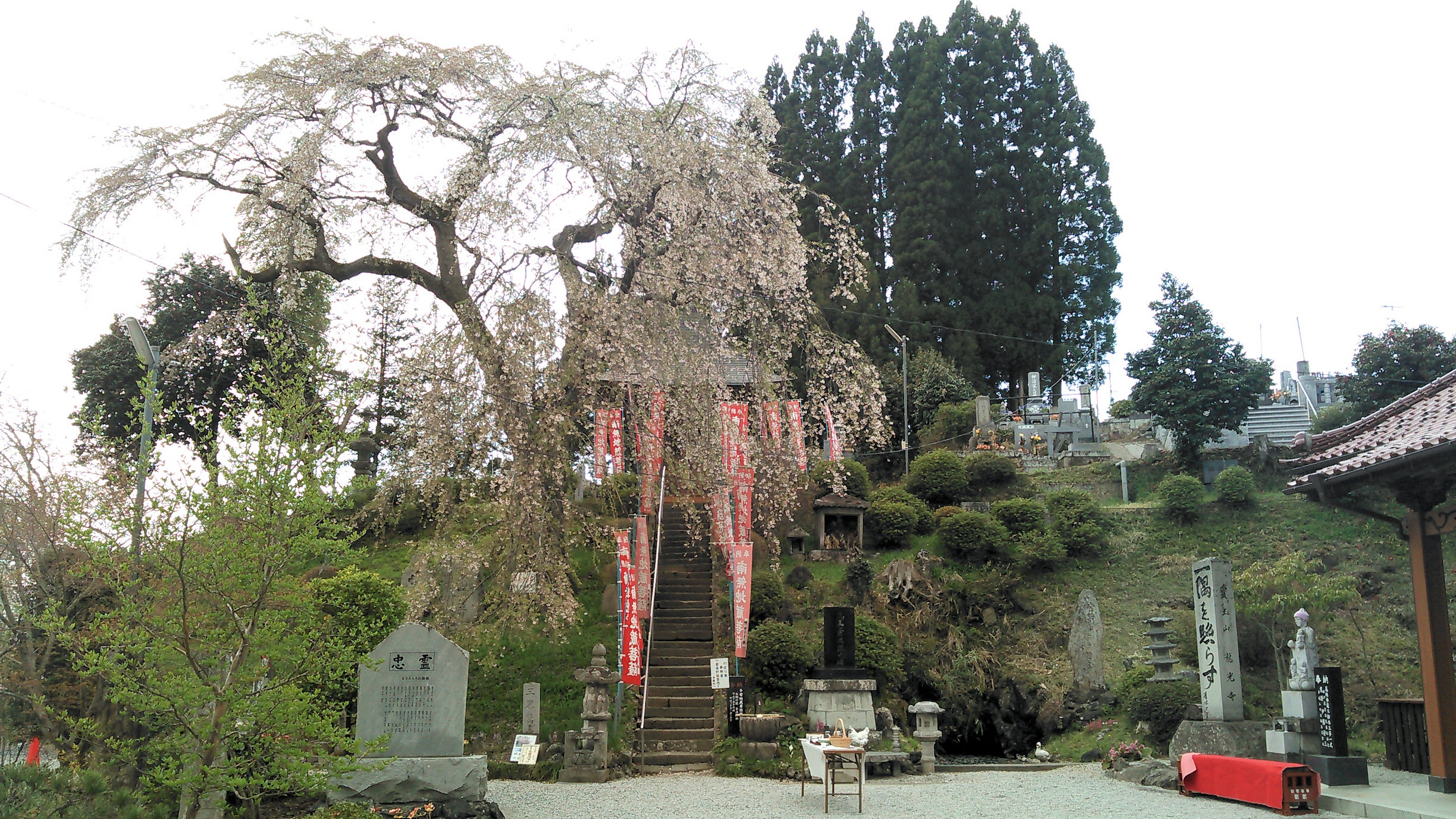
地蔵菩薩堂と桜

- 地蔵菩薩堂 - 丘の上に建ち、子安地蔵尊を祀る、毎年4月29日に祭礼
- 宝篋印塔 - 高さ約3.3m、1770年（明和7年）3月建立
- シダレザクラ - 樹齢約250年
- 墓地 - ソメイヨシノが植えられている

## 寺院周辺
- 郡山東部ニュータウン
- 花木団地 - 約5000本の桜など北緯37度22分54.1秒 東経140度26分38.6秒 / 北緯37.381694度 東経140.444056度
- おしどりの碑 - 小泉八雲『怪談』の『おしどり』の元となった伝説の発祥の地[5]北緯37度22分15.5秒 東経140度25分16秒 / 北緯37.370972度 東経140.42111度

## 交通アクセス
- 磐越自動車道郡山東インターチェンジから車で20分
- JR東日本郡山駅3番バス乗り場より方八町経由東部ニュータウン行で「杉並」停留所下車 徒歩13分
- JR東日本郡山駅3番バス乗り場より小野駅前行または柳橋行で「赤沼」停留所下車 徒歩5分